# Кэннон, Малкольм
Ма́лкольм Кэ́ннон (англ. Malcolm Cannon; 22 июня 1944 года) — фигурист из Великобритании, серебряный призёр чемпионата мира 1968 года, серебряный призёр чемпионатов Европы 1967—1968 годов, серебряный призёр чемпионатов Великобритании 1967—1968 годов в танцах на льду, двукратный чемпионатов Великобритании 1963 и 1966 годов в мужском одиночном катании.
Малкольм Кэннон с 1962 по 1966 годы выступал в мужском одиночном катании, занимая места во втором десятке на чемпионатах мира и Европы. Принимал участие в олимпийских играх 1964 года (20 место). В 1967 году стал выступал в танцах на льду с Ивонн Саддик.

## Спортивные достижения

### Мужчины
| Соревнования/Сезоны       | 1962 | 1963 | 1964 | 1965 | 1966 |
| ------------------------- | ---- | ---- | ---- | ---- | ---- |
| Зимние Олимпиады          |      |      | 20   |      |      |
| Чемпионаты мира           |      | 18   |      |      | 18   |
| Чемпионаты Европы         | 12   | 12   |      |      | 15   |
| Чемпионаты Великобритании | 2    | 1    |      |      | 1    |

### Танцы
(с Ивонн Саддик)
| Соревнования/Сезоны       | 1967 | 1968 |
| ------------------------- | ---- | ---- |
| Чемпионаты мира           | 3    | 2    |
| Чемпионаты Европы         | 2    | 2    |
| Чемпионаты Великобритании | 2    | 2    |